# Perfetto (Gianna Nannini)
Perfetto è un brano musicale di Gianna Nannini, estratto come terzo singolo (dopo Ogni tanto e Ti voglio tanto bene) dall'album Io e te, entrato nelle stazioni radiofoniche il 24 giugno 2011.

## Tracce
CD
1. Perfetto (testo di Gianna Nannini e Isabella Santacroce; musica di Gianna Nannini) - 3:20
2. Sei un incredibile per il combattimento - 9:50